# Debra Roberts
Debra C. Roberts (* 13. Januar 1961) ist eine südafrikanische Biogeographin und Klimatologin. Sie ist Ko-Vorsitzende der Arbeitsgruppe II des Intergovernmental Panel on Climate Change.

## Kindheit und Studium
Roberts promovierte 1991 an der damaligen Universität von Natal, Südafrika, im Bereich Stadtbiogeographie. Nach ihrer Tätigkeit als Postdoc-Forscherin wechselte sie 1994 in die Kommunalverwaltung. Sie baute die Abteilung für Umweltplanung und Klimaschutz der Stadtverwaltung von eThekwini, Südafrika auf, die sie von 1994 bis 2016 leitete. Im Jahr 2016 wurde sie mit dem Aufbau der Abteilung für nachhaltige und resiliente Stadtinitiativen in Durban beauftragt und ist die erste Chief Resilience Officer der Stadt.
Seit Juni 2023 ist sie Teilzeitprofessorin an der Universität Twente.

## IPCC
Roberts war leitende Autorin von Kapitel 8 (Urbane Gebiete) der Arbeitsgruppe II des Fünften Sachstandsberichts des IPCC. 2015 wurde sie zur Ko-Vorsitzenden der Arbeitsgruppe II des Intergovernmental Panel on Climate Change gewählt. Sie war eine leitende Autorin des Sonderberichts 1,5 °C globale Erwärmung der Arbeitsgruppe II des IPCC.

## Preise und Auszeichnungen
- 2014: AfriCAN Climate Research Award des AfriCAN Climate Consortium Roberts[7][8]
- 2016: Barbara Ward Lecturer des International Institute for Environment and Development[9]
- Ehrenprofessorin der Universität von KwaZulu-Natal[5][10]
- 2019: Aufnahme in die Liste der 100 einflussreichsten Personen im Bereich des Klimawandels in der Welt von der Organisation Apolitical[11]
- 2022: Ehrendoktor der Universität Twente[12]
- 2023: Ehrendoktor der Universität Kapstadt[13]